# Bålsta HC
Bålsta HC är en ishockeyklubb i Bålsta, Uppland. Bålsta HC bildades 1991 genom att brytas ut ur Bålsta IF från 1922. 
Bålsta HC har ca 300 aktiva utövare från skridskoskola till seniorlag samt flicklag och tillhör Upplands största ishockeyföreningar. Säsongerna 2008/2009 och 2009/2010 spelade man i Division 1. Sedan dess har man spelat i Hockeytvåan och kvalat tre gånger (2012, 2015 och 2016) utan att nå Hockeyettan igen.
Klubben har fostrat flera kända hockeyspelare så som Marcus Nilson, Djurgården (fd. NHL spelare), Robin Jonsson, Timrå IK, Patrik Nilson, Västerås IK samt Robert Kimby, Almtuna IS.